# Benno Premselaprijs
Benno Premselaprijs is een voormalige Nederlandse designprijs, van 2000 tot 2012 tweejaarlijks uitgereikt door het Fonds BKVB aan een persoon die een stimulerende rol heeft gespeeld in beeldende kunst, vormgeving of architectuur. De prijs is vernoemd naar de in 1997 overleden vormgever Benno Premsela, die zelf een centrale rol speelde in de naoorlogse Nederlandse kunst en vormgevingswereld. De prijs bestond uit een geldbedrag van 40.000 euro. 

## Winnaars (selectie)
- 2000: Albert Waalkens
- 2002: Riekje Swart[1]
- 2007: Renny Ramakers en Gijs Bakker
- 2009: Suzanne Oxenaar[2]
- 2011: Wim van Krimpen